# یوستوس فون لیبیش
یوستوس فری‌هر فون لیبیش (به آلمانی: Justus Freiherr von Liebig) (زادهٔ ۱۲ مه ۱۸۰۳ – درگذشتهٔ ۱۸ آوریل ۱۸۷۳) شیمی‌دان آلمانی بود که فعالیت‌های گسترده‌ای در زمینهٔ شیمی کشاورزی و زیست‌شناسی انجام داد و مشغول به کار در سازمان شیمی آلی بود. او به عنوان یک استاد دانشگاه، روش تدریس آزمایشگاهی مدرن‌گرا را ابداع نمود و برای این خلاقیت و نوآوری‌هایش به عنوان یکی از بزرگترین معلمان شیمی تمام زمان‌ها در نظر گرفته می‌شود. از او به عنوان «پدر صنعت کود» برای کشف مهم او از نیتروژن به عنوان یک ماده مغذی ضروری برای گیاه و فرمول او (قانون لیبیش) که اثر منحصربه‌فرد از مواد مغذی در محصولات را بررسی می‌کند، یاد می‌شود.
دانشگاه گیسن پس از جنگ جهانی دوم رسماً به نام او تغییر کرد و شرکت پست آلمان غربی در سال ۱۹۵۳ به افتخار او تمبری به نام و عکس او چاپ کرد.